# Passion (musical)
Passion is een musical met liedteksten en muziek door Stephen Sondheim en een boek door James Lapine. Het verhaal is een bewerking van de film Passione d'Amore, wat weer een bewerking is van de roman Fosca, door Iginio Ugo Tarchetti. Thema's in de musical zijn onder meer liefde, seks, obsessie, ziekte, schoonheid, kracht en manipulatie.

## Producties
Passion kreeg zijn première op 9 mei 1994 op Broadway (New York). Daarna was de musical in meerdere landen te zien. In 2004 was er een Nederlandse productie, geproduceerd door Stage Entertainment. De hoofdrollen werden vervuld door Pia Douwes, Stanley Burleson en Vera Mann. De vertaling werd gemaakt door Daniël Cohen.